# Гюзнют
Гюзнют (азерб. Güznüt) — село в Бабекском районе Нахичеванской Автономной Республики Азербайджана. Расположено на равнине в 10 км от Нахичевани, на левой стороне шоссе Нахичевань — Джульфа. Население села занято выращиванием зерна и животноводством. В Гюзнюте есть средняя школа, клуб, мечеть и медицинский пункт. Население в 2009 году составляло 1698 человек.
До армяно-азербайджанской войны 1918—1920 годов большинство населения составляли армяне.

## Этимология названия
На нахичеванском диалекте азербайджанского языка слово «güznüt» означает «осенний посев». Село было названо из-за озимых посевов, которые проводятся в этом районе.

## Население
Согласно Кавказскому календарю на 1910 г., население села Кузнут к 1908 г. составляло 2 589 человек, в основном армяне. В 1911 году — 2 702 человек, армяне.

## Культура
В селе находилось несколько старинных церквей, армянское кладбище со средневековыми хачкарами, однако после армяно-азербайджанской войны в 1918-1920 годах село лишилось армянского населения, и эти памятники были впоследствии уничтожены..
В 1986-1992 годах в селе построена мечеть.

## Известные уроженцы
- Гарегин Нжде (1886—1955) — армянский полководец, национальный герой Армении.